# پیوتر رنکاویک
پیوتر رنکاویک (لهستانی: Piotr Rękawik؛ ‏ زادهٔ ۱ مارس ۱۹۷۳) بازیگر اهل لهستان است.
از فیلم‌ها یا مجموعه‌های تلویزیونی که وی در آن‌ها نقش داشته‌است، می‌توان به ژنرال نیل، همبستگی، همبستگی...، یولیا به خانه برمی‌گردد، قانون حقیقی، هتل ۵۲، در خوشی و سختی، ع چون عشق و طایفه اشاره نمود.